# Charles Thias
Charles Henry Robert Thias (15. november 1879 – 19. november 1922) var en amerikansk tovtrækker som deltog i OL 1904 i St. Louis.
Thias vandt en bronzemedalje i tovtrækning under OL 1904 i St. Louis. Han var med på det amerikanske hold Southwest Turnverein of St. Louis No. 2 som kom på en tredjeplads.